# Earle Page
Earle Christmas Grafton Page (8. srpna 1880, Grafton – 20. prosince 1961, Sydney) byl australský politik. Byl premiérem Austrálie od 7. do 26. dubna 1939. V letech 1921 až 1939 byl vůdcem Country Party. Dal jí ve své době úspěšný program: decentralizace, agrarismus a vládní podpora primárního průmyslu. V parlamentu působil téměř 42 let, je třetím nejdéle sloužícím australským poslancem všech dob.

## Život
Vystudoval lékařství na Univerzitě v Sydney, když na univerzitu nastoupil již v patnácti letech. Po dokončení stáže v Královské nemocnici prince Alfreda v Sydney se přestěhoval zpět do rodného Graftonu a otevřel si zde soukromou nemocnici. Brzy se zapojil do místní politiky a v roce 1915 koupil podíl v místních novinách The Daily Examiner. Během první světové války byl krátce vojenským chirurgem. V roce 1919 byl zvolen jako nezávislý do federálního parlamentu. Následující rok vstoupil do nové Country Party a v roce 1921 nahradil Williama McWilliamse ve funkci předsedy strany. Page se stavěl proti ekonomické politice premiéra Billyho Hughese, a když Country Party získala ve volbách v roce 1922 silný mandát, požadoval Hughesovu rezignaci jako cenu za to, že půjde do koalice s Nacionalistickou stranou. Následně byl jmenován ministrem financí pod novým premiérem Stanleym Brucem. V této funkci působil v letech 1923 až 1929. Měl tehdy významný vliv na domácí politiku, protože Bruce se soustředil na mezinárodní otázky.
Page se vrátil do vlády po volbách v roce 1934, kdy Country Party utvořila vládní koalici s Josephem Lyonsem a jeho Sjednocenou australskou stranou. Byl jmenován ministrem obchodu a soustředil se na zemědělské otázky. Když Lyons v dubnu 1939 zemřel v úřadu, Page byl jmenován jeho nástupcem. Sjednocená strana si rychle zvolila nového vůdce, Roberta Menziese, jemuž Page musel post postoupit. Nesmířil se s tím ovšem, Menzies pro něj byl nepřijatelný, odmítl sloužit v jeho kabinetu a odvedl i celou Country Party z koalice. To se ale ukázalo jako značně nepopulární krok a Page musel po několika měsících rezignovat na vedení strany. Koalice byla nakonec znovu ustavena a Page opět sloužil jako ministr obchodu pod Menziesem (a posléze Arthurem Faddenem), a to až do volební porážky vládních stran v říjnu 1941.
Pageovou poslední významnou rolí byla funkce ministra zdravotnictví (1949–1956) v poválečné Menziesově vládě. Z kabinetu odešel ve věku 76 let. Zemřel krátce poté, co přišel o poslanecký mandát ve volbách v roce 1961.
V roce 1938 byl uveden do šlechtického stavu. V roce 1955 byl prvním rektorem University of New England.